# 1032
El 1032 fou un any de traspàs iniciat en dissabte pertanyent a l'edat mitjana

## Esdeveniments
- Consagració de Santa Maria de Ripoll.
- Comença el pontificat de Benet IX.

## Naixements
- Ermengol III

## Necrològiques
- Papa Joan XIX
- Bezprym, noble